# 1514
Évszázadok: 15. század – 16. század – 17. század
Évtizedek: 1460-as évek – 1470-es évek – 1480-as évek – 1490-es évek – 1500-as évek – 1510-es évek – 1520-as évek – 1530-as évek – 1540-es évek – 1550-es évek – 1560-as évek
Évek: 1509 – 1510 – 1511 – 1512 –  1513 – 1514 – 1515 – 1516 – 1517 – 1518 – 1519

## Események

### Határozott dátumú események
- április 9. – Bakócz Tamás esztergomi érsek Rómából Budára érkezve meghirdeti a keresztes hadjáratot.[1][2]
- április 16. – Frangepán Gergely kalocsai érsek kihirdeti egyházmegyéjében a keresztes hadjáratot.
- április 24. – Bakócz Tamás a keresztes sereg vezérévé Dózsa Györgyöt nevezi ki.[3]
- május 9–10. – A pesti keresztesek túlnyomó többsége Dózsa vezetésével, a haditerveknek megfelelően elindul délkelet felé. (Cegléd, Tiszavarsány, Mezőtúr, Békés és Gyula érintésével május végére eljutnak Nagylakig.)[4]
- május 15. – Bakócz Tamás – a földesurak és jobbágyaik között kialakult forrongásokról értesülve – leállítja a toborzást. (Parancsának Dózsa nem engedelmeskedett, és tovább vonult déli irányba.)[4]
- május 18. – Dózsa György Cegléden kiáltványt ad ki, melyben felkelésre szólítja a magyarországi jobbágyságot.[3]
- május 23. – Báthori István temesi ispán nemesi hadai rajtaütnek a Maroson átkelő parasztsereg előőrsein, és megsemmisítő vereséget mérnek rájuk.[4]
- május 24.
  - Éjjel Dózsa rágyújtatja a nagylaki várat a győzelmüket ünneplő urakra; az elfogott Csáky Miklós csanádi püspököt és több nemesurat karóba húzat, másokat keresztre feszíttetett.[4]
  - Bakócz újabb rendeletet ad ki, ezúttal már az egész hadjárat leállításáról és a sereg feloszlatásáról.[4]
- június 6. – A parasztsereg elfoglalja Lippát[1].
- június 11. – A parasztsereg beveszi Solymos várát.[1]
- július 15. – Szapolyai János Temesvár alatt megveri a várat ostromló parasztsereget, Dózsa Györgyöt és társait elfogják.[1]
- augusztus 15. – II. Ulászló magyar király a – Csáky Miklós halálával megüresedett – csanádi püspökség élére Csaholy Ferencet nevezi ki.[5]
- augusztus 23. – A csáldiráni csata, melyben az oszmán törökök döntő győzelmet aratnak a perzsa Szafavidák felett.[6]
- október 18.–november 19. – A magyar országgyűlésen törvénybe iktatják a jobbágyság röghöz kötését.[4][2]
- november 19. – II. Ulászló magyar király jóváhagyja Werbőczy István Hármas-könyvét, de nem hirdeti ki, így ez nem lép hatályba.[2]

### Határozatlan dátumú események
- március – XII. Lajos francia király békét köt I. Miksa német-római császárral.
- július – Anglia és Franciaország békét kötnek.
- az év folyamán
  - Albrecht Dürer elkészíti híres „Melankólia I” metszetét.
  - X. Leó pápa az addig független apátságokból létrehozza a magyar bencés kongregációt a pannonhalmi főapát vezetése alatt.
  - Az oszmán hadak sikertelenül ostromolják Knint.[7]

## Születések
- március 8. – Amago Haruhisa japán szamuráj és hadúr († 1562)
- március 22. – Lorenzaccio de’ Medici, a Medici-család tagja († 1548)
- május 28. – Simazu Takahisa japán szamuráj és hadúr († 1571)
- december 31. – Andreas Vesalius németalföldi orvos, anatómus († 1564)

## Halálozások
- január 9. – Anna angol hercegnő és francia királyné[8] (* 1477)
- július 20. – Dózsa György, az 1514-es parasztfelkelés vezére (* 1470)
- Dózsa Gergely parasztvezér
- Lőrinc pap parasztvezér

## Európai időjárás
Tartós hótakaró Svájcban november közepétől február elejéig. A legtöbb folyó, a Boden-tó és a Zürichi-tó befagyott.